# Bijeen (boek)
Bijeen is de Nederlandse vertaling van Assembly, de debuutroman van Britse schrijfster Natasha Brown. Beide boeken verschenen in 2021. Het betrekkelijk korte boek, slechts 111 pagina's, focust op een zwarte, jonge vrouw die in de City of London werkt en zich opgewerkt heeft tot nouveau riche. 

## Verhaal
De hoofdpersoon van het boek, tevens de verteller, is een rijke Britse vrouw van Jamaicaanse afkomst. Ze heeft een vriend die uit een familie met oud geld komt. Gedurende het boek krijgt ze een promotie, wordt (co-)leidinggevende van haar afdeling en krijgt een kankerdiagnose. Ook beschrijft ze de continue (micro)agressies die ze door haar huidskleur meemaakt en hoe ze moet assimileren in de Britse cultuur. Ze eindigt in het boek op een tuinfeest in de tuin van haar schoonouders. Ze besluit daarna, in een laatste daad van verzet tegen die Britse cultuur, niet langer mee te doen aan de race naar de top en weigert de kanker te behandelen.

## Stijl en inspiratie
De stijl van het boek kan wel beschreven worden als stream of consciousness. De hoofdpersoon vertelt over haar leven en de gedachten die het bij haar oproept. Daardoor doet het boek soms wat fragmentarisch aan. Opvallend is echter dat de naam, leeftijd en andere standaardelementen over de hoofdpersoon uit verstellingen in dit boek niet werden gegeven. Dit is echter een bewuste keuze van de schrijfster; zij omschrijft dat het boek een duidelijk structuur heeft, maar dat er bepaalde elementen missen in de invulling. Wat er precies mist, is voor eenieder anders, aldus Brown. Ook meende ze dat de afstand tussen lezer en hoofdpersoon groter zou zijn als ze de hoofdpersoon een naam zou geven.
In het boek staan de ervaringen van de gediscrimineerde Ander, zoals deze ook wel in de uitleg van Oriëntalisme van Edward Said naar voren komt, centraal. Brown geeft aan dat belangrijke inspiratiebronnen voor haar de boeken van Jane Austen en het essay Postmodern Blackness van bell hooks zijn. Het boek bevat ook een citaat uit dit essay: "Willen we een wezenlijke overlevingskans hebben... dan moeten we dekolonisatie benaderen als een kritische wetenschap." Daarnaast bevat het boek tevens verwijzingen naar kinderboeken uit het Verenigd Koninkrijk, zoals De geheime tuin en De wind in de wilgen. Ook Katherine Mansfield en dan specifiek haar boek The garden party en Don't let me be lonely van Claudia Rankine, de laatste vooral in schrijfstijl, noemt Brown als inspiraties.

## Ontvangst
Zowel in het Engelse als Nederlandse taalgebied was de ontvangst van het boek overwegend positief. Focus van de recensies was de scherpe manier waarop de microagressies en het racisme dat de hoofdpersoon meemaakt beschreven werden. Zo beschrijft Holly Williams in The Guardian: "geen ontmoeting of relatie, geen succes of falen, is onbesmet door aannames gebaseerd op de kleur van haar huid. Met gedistilleerde helderheid, weet Brown over te brengen hoe ononderbroken en uitputtend dit voelt." In de New York Times volgt Lovia Gyarkye een vergelijkbare opmerking op met een compliment over de heldere schrijfstijl van Brown.
Dirk Jan Arensman omschreef het dunne, fragmentarische boekje als een 'scalpel' in Het Parool. "Brown legt met chirurgische precisie alledaags seksisme en racisme bloot. De verslagen verdoofdheid die die kunnen veroorzaken maakt ze akelig invoelbaar bovendien." Die scherpte herkende ook Sophie Lauwers, die het boek tipte in De Morgen. Zij omschrijft het boek als het 'vlijmscherpe debuut' van Brown.